# Джузеппе Дельфіно
Джузеппе Дельфіно (італ. Giuseppe Delfino, нар. 22 листопада 1921, Турин, Італія — 10 серпня 1999, Турин, Італія) — італійський фехтувальник на шпагах, чотириразовий олімпійський чемпіон (1952, 1956 та двічі 1960), дворазовий срібний призер (1956 та 1964) Олімпійських ігор, шестиразовий чемпіон світу.

## Виступи на Олімпіадах
| Олімпіада      | Дисципліна          | Місце |
| -------------- | ------------------- | ----- |
| Гельсінкі 1952 | командна шпага      | 1     |
| Мельбурн 1956  | індивідуальна шпага | 2     |
| Мельбурн 1956  | командна шпага      | 1     |
| Рим 1960       | індивідуальна шпага | 1     |
| Рим 1960       | командна шпага      | 1     |
| Токіо 1964     | індивідуальна шпага | 17    |
| Токіо 1964     | командна шпага      | 2     |